# 绒乡
绒乡，是中华人民共和国西藏自治区山南市桑日县下辖的一个乡镇级行政单位。

## 行政区划
绒乡下辖以下地区：
江塘村、冲达村、程巴村、平琼村、扎巴村、吉荣村、多朗村、巴朗村、吉隆村、普巴村、巴资村、叶琼村和达嘎村。